# Saison 1 de Scooby-Doo, où es-tu ?
Chronologie
Saison 2
Cet article présente le guide de la saison 1 de la série télévisée Scooby-Doo (Scooby-Doo, Where Are You!) .
Tous les épisodes ont fait l'objet d'un doublage en français.

## Épisode 1:La nuit du Chevalier noir
- Titre original :  What a Night for a Knight
- Numéro(s) :  1 (1.1)
- Scénariste(s) :
- Réalisateur(s) :  William Hanna, Joseph Barbera
- Diffusion(s) : 
  -  États-Unis : 13 septembre 1969
- Résumé : Scooby-Doo et Sammy retrouvent un costume de chevalier abandonné dans les bois. En retournant le costume au musée municipal, Scooby et ses amis découvrent que le directeur-en-chef du musée a mystérieusement disparu. De plus, selon le concierge, le chevalier revient à la vie les nuits de pleine lune. Scooby et ses amis font une enquête et découvrent qu'il y a des personnes qui remplacent les œuvres d'art dans le musée par de fausses copies.

## Épisode 2:Élémentaire mon cher Scoubidou!
- Titre original : A Clue for Scooby-Doo
- Numéro(s) : 2 (1.2)
- Scénariste(s) :
- Réalisateur(s) :  William Hanna, Joseph Barbera
- Diffusion(s) : 
  -  États-Unis : 20 septembre 1969
- Résumé : Au cours d'un tranquille pique-nique à la plage, Scooby et ses amis voient un scaphandrier couvert d'algues sortir de l'eau. Selon le capitaine du port, c'est le fantôme d'un marin, le Capitaine Cutler, dont le bateau aurait coulé voici des années. Dès que ce fantôme vengeur surgit, des yachts disparaissent. L'équipe mène l'enquête afin de découvrir où se trouvent les yachts disparus. Une bonne partie du DA se déroule sous l'eau.

## Épisode 3:Pagaille au château
- Titre original : Hassle in the Castle
- Numéro(s) : 3 (1.3)
- Scénariste(s) :
- Réalisateur(s) :  William Hanna, Joseph Barbera
- Diffusion(s) : 
  -  États-Unis : 27 septembre 1969
  -  France : Rediffusion le 30 août 1990[2] dans l'émission Éric et Compagnie sur Antenne 2.
- Résumé : Lors d'une balade en mer, le bateau de l'équipe s'échoue sur une île hantée. Scooby-Doo et ses amis découvrent alors un château truffé de pièges en tout genres habité par un fantôme. Le château aurait appartenu à un pirate du nom de Vasquez et renfermerait un trésor.

## Épisode 4:Le Mystère de la mine
- Titre original : Mine Your Own Business
- Numéro(s) : 4 (1.4)
- Scénariste(s) :
- Réalisateur(s) : William Hanna, Joseph Barbera
- Diffusion(s) : 
  -  États-Unis : 4 octobre 1969
  -  France : Rediffusion le 31 août 1990[3] dans l'émission Éric et Compagnie sur Antenne 2.
- Résumé : Le Scooby-gang se retrouve par erreur dans une ville abandonnée du nom de Gold City. Ils découvrent alors que cette ville est désertée par les touristes qui entendent des gémissements provenant d'une vieille mine abandonnée et hantée par le mineur de la ruée vers l'or. L'équipe va alors tenter d'élucider ce mystère.

## Épisode 5:L'Appât
- Titre original : Decoy for a Dognapper
- Numéro(s) : 5 (1.5)
- Scénariste(s) :
- Réalisateur(s) : William Hanna, Joseph Barbera
- Diffusion(s) : 
  -  États-Unis : 11 novembre 1969
- Résumé : Alors que l'équipe se détend sur la plage, Scooby-Doo est témoin de l'enlèvement d'une chienne par un mystérieux individu. L'équipe de Scooby apprend alors qu'une série d'enlèvements de chiens destinés à faire des concours canins a eu lieu dans la ville. Fred élabore alors un plan en utilisant Scooby-Doo comme appât. Ils découvrent alors que le fantôme d'un indien est impliqué derrière tous ces événements.

## Épisode 6:La Maison hantée
- Titre original : What the Hex Going On?
- Numéro(s) : 6 (1.6)
- Scénariste(s) :
- Réalisateur(s) : William Hanna, Joseph Barbera
- Diffusion(s) : 
  -  États-Unis : 18 octobre 1969
- Résumé : Le gang est invité par leur amie Carole à venir passer le weekend dans son manoir. En arrivant, ils aperçoivent un homme marchant bizarrement à proximité de la demeure. Carole raconte alors à l'équipe que d'étranges événements ont eu lieu dans la maison. Ils retrouvent Edouard, l'oncle de Carole qui a été victime d'un sort jeté par le fantôme d'Elias Kingstom. Celui-ci veut récupérer la fortune de la famille sinon quoi il maudira l'ensemble de la famille.

## Épisode 7:Le Gorille de la montagne interdite
- Titre original : Never Ape an Ape Man
- Numéro(s) : 7 (1.7)
- Scénariste(s) :
- Réalisateur(s) : William Hanna, Joseph Barbera
- Diffusion(s) : 
  -  États-Unis : 25 octobre 1969
  -  France : Rediffusion le 4 septembre 1990[4] dans l'émission Éric et Compagnie sur Antenne 2.
- Résumé : L'oncle de Daphné tourne un film sur un homme-singe.

## Épisode 8:Du rire aux larmes
- Titre original : Foul Play in Funland
- Numéro(s) : 8 (1.8)
- Scénariste(s) :
- Réalisateur(s) : William Hanna, Joseph Barbera
- Diffusion(s) : 
  -  États-Unis : 1er novembre 1969
  -  France :
- Résumé : À la recherche de palourdes, les 5 compagnons constatent que le parc d'attraction à côté d'eux fonctionne tout seul. Intrigués, ils vont voir ce qu'il se passe. Ils découvrent que tout fonctionne tout seul et un mystérieux individu s'y promène.

## Épisode 9:Le Théâtre des marionnettes
- Titre original : The Backstage Rage
- Numéro(s) : 9 (1.9)
- Scénariste(s) :
- Réalisateur(s) : William Hanna, Joseph Barbera
- Diffusion(s) : 
  -  États-Unis : 8 novembre 1969
  -  France :
- Résumé : Sammy et Scooby-Doo remarque qu'un étui à violon tombe d'une mystérieuse voiture. Scooby-Doo, chargé de garder l'étui le temps que Sammy contacte les autres, se laisse déconcentrer par une petite chienne blessée. L'étui disparut. Les 5 compagnons découvrent un indice et partent sur cette piste.

## Épisode 10:Le Fantôme du clown
- Titre original : Bedlam in the Big Top
- Numéro(s) : 10 (1.10)
- Scénariste(s) :
- Réalisateur(s) : William Hanna, Joseph Barbera
- Diffusion(s) : 
  -  États-Unis : novembre 1969
  -  France :
- Résumé :

## Épisode 11:Ouvrez le bal des vampires
- Titre original : A Gaggle of Galloping Ghosts
- Numéro(s) : 11 (1.11)
- Scénariste(s) :
- Réalisateur(s) : William Hanna, Joseph Barbera
- Diffusion(s) : 
  -  États-Unis : 22 novembre 1969
  -  France :
- Résumé :

## Épisode 12:Le Fantôme de la Momie
- Titre original : Scooby-Doo and Mummy Too!
- Numéro(s) : 12 (1.12)
- Scénariste(s) :
- Réalisateur(s) : William Hanna, Joseph Barbera
- Diffusion(s) : 
  -  États-Unis : 29 novembre 1969
  -  France :
- Résumé :

## Épisode 13:Sorcière, vous avez dit sorcière?
- Titre original : With witch is Which?
- Numéro(s) : 13 (1.13)
- Scénariste(s) :
- Réalisateur(s) : William Hanna, Joseph Barbera
- Diffusion(s) : 
  -  États-Unis : 6 décembre 1969
  -  France :
- Résumé :

## Épisode 14:La Vengeance du capitaine
- Titre original : Go Away Ghost Ship
- Numéro(s) : 14 (1.14)
- Scénariste(s) :
- Réalisateur(s) : William Hanna, Joseph Barbera
- Diffusion(s) : 
  -  États-Unis : 13 décembre 1969
  -  France :
- Résumé :

## Épisode 15:Les Astronautes antiques
- Titre original : Spooky Space Kook
- Numéro(s) : 15 (1.15)
- Scénariste(s) :
- Réalisateur(s) : William Hanna, Joseph Barbera
- Diffusion(s) : 
  -  États-Unis : 20 décembre 1969
  -  France :
- Résumé :

## Épisode 16:L'Héritage de Scoubidou
- Titre original : A Night of Fright is no Delight
- Numéro(s) : 16 (1.16)
- Scénariste(s) :
- Réalisateur(s) : William Hanna, Joseph Barbera
- Diffusion(s) : 
  -  États-Unis : 10 janvier 1970
  -  France :
- Résumé :
- Commentaires : Cet épisode est le point de départ de l'épisode Scoobynatural de la série Supernatural.

## Épisode 17:L'Effroyable Fantôme des neiges
- Titre original : That's Snow Ghost
- Numéro(s) : 17 (1.17)
- Scénariste(s) :
- Réalisateur(s) : William Hanna, Joseph Barbera
- Diffusion(s) : 
  -  États-Unis : 17 janvier 1970
  -  France :
- Résumé :